# آی‌بی‌ام و هولوکاست
آی‌بی‌ام و هولوکاست: اتحاد استراتژیک میان آلمان نازی و قدرتمندترین شرکت آمریکا (انگلیسی: IBM and the Holocaust: The Strategic Alliance between Nazi Germany and America's Most Powerful Corporation) نام کتابی به قلمِ ادوین بلک، روزنامه‌نگار و پژوهشگر تاریخی است که خدمات استراتژیک ارائه‌شده توسط شرکت چندملیتی آمریکاییِ آی‌بی‌ام و شرکت‌های تابعه و زیرمجموعه‌اش در آلمان و اروپا را به دولت نازی آدولف هیتلر، از آغاز رایش سوم در ژانویه ۱۹۳۳ تا آخرین روز رژیم در مه ۱۹۴۵ در پایان جنگ جهانی دوم، بررسی و بازگو می‌کند. ادوین بلک در این کتاب که در سال ۲۰۰۱ منتشر شد و چندین تجدید چاپ مفصل‌تر هم داشت، نقش کلیدی فناوری آی‌بی‌ام را در نسل‌کشی نازی‌ها، با تسهیل تولید و نحوهٔ جدول‌بندی کارت‌های پانج جهت سامان دادن به اطلاعات سرشماری ملی، تدارکات نظامی، آمار گِـتوها، مدیریت حرکت قطارها و اردوگاه‌های کار اجباری نشان داد.

## پیون به بیرون
- وبگاه رسمی